# Melcior Rodríguez d'Alcàntara i Elias
Melcior Rodríguez d'Alcàntara i Elias o Melchor Rodríguez de Alcántara (Barcelona, 23 de gener del 1855 -26 de juny del 1919) va ser un compositor, pianista, professor, crític musical i gran excursionista.
Va estudiar al Conservatori del Liceu de Barcelona amb Josep Maria d'Arteaga i Pereira i C.G. Vidiella, i completà la seva formació estudiant orgue amb Primitiu Pardàs i Font. Va ser cofundador del Centro Musical (1886) i, juntament amb Josep Garcia i Robles portà la direcció artística de l'Associació Musical de Barcelona (Rodríguez la presidí el 1889-1890 i Garcia el 1901); ambdós tingueren molta relació amb la família d'Eusebi Güell i participaren en vetllades musicals i concerts a casa seva. Rodríguez va ser professor d'un gran nombre de futurs pianistes, com Montserrat Sampere i Mateu i Ònia Farga i Pellicer.
El mestre Rodríguez d'Alcántara era un concertista de piano d'anomenada, i també va exercir d'organista de la catedral de Barcelona. Com a compositor fou autor de peces per a piano, sextet de corda i orquestra simfònica. Va escriure crítiques musicals a La Renaixensa, i quan aquesta revista desaparegué el 1905 va passar a fer la mateixa tasca a La Il·lustració Catalana i a La Vanguardia (entre 1911 i 1913). Manuel Urgellès el recorda al seu in memoriam a la portada de La Vanguardia com «un músic molt talentós i distingit critic» […] «de cognom poc català, ho era, no obstant això i de vegades fins a l'exageració. Sentia per a Catalunya una veritable idolatria.»

## Obres
- Adagio (1882), per a quartet
- Balada, romanza sin palabras (1915), per a piano
- Berceuse (1887), per a piano
- Carnavalesca, òpera
- Cercavila (1894), per a orgue i conjunt de corda
- Elegia en honor de Joaquim Maria Bartrina (1881)
- La Filadora, glossa per a piano de la cançó popular
- Hoja de Álbum (1899), versions per a piano a quatre mans i per a orquestra; enregistrada pel pianista Melani Mestre en el disc compacte En un saló català: música catalana del segle xix per a piano (Sabadell: La mà de guido, 2004)
- Marcha Heroica (1893), per a orquestra
- Mascarada (1906), per a orquestra
- Nocturn (1891), per a instruments de corda
- La Pastoreta (1900), glossa per a piano de la cançó popular
- Polonaise, ob. 13 (1878), per a piano
- Romanza en Mi mayor, per a piano
- Romanza sin palabras (1886)
- Serenata pasacalle (1892), per a orquestra
- Simfonia-Allegro, per a orquestra
- Tercera romanza sin palabras, obra 62 (1888), per a piano, dedicada a C.G.Vidiella